# Кондрыкинская волость
Кондрыкинская волость — волость в составе Жиздринского уезда Калужской (с 1920 — Брянской) губернии. Административный центр — село Кондрыкино.

## История
Кондрыкинская волость образована в ходе реформы 1861 года. Первоначально в состав волости входило 25 селений: село Кондрыкино, деревни Акимовка (Дворки), Будылевка, Верхнее Ашково, Войлово, Гряда, Дынная, Дубищи, Дубровка, Дедная, Заболотье, Иванково, Куликовка, Кургановка, Мостовище, Мужитино, Муравьевка, Нижнее Ашково, Никитинка, Ослинка, Редьково, Свиная, Сельцы, Суглицы, Чёрный Поток.
На 1880 год в составе волости числилось 19 443 десятин земли. Население волости составляло в 1880 году — 9634, в 1896 — 11 129, в 1913 — 13 164 человек.
В волости в селе Кондрыкино находился церковный приход — церковь Успения Пресвятой Богородицы. «Кирпичная четырёхпрестольная церковь построена в 1866 вместо прежней деревянной… Взорвана во время фашистской оккупации, позже окончательно разобрана. В кон. 1970-х на фундаменте храма построено деревянное здание школы, разобранное в нач. 2000-х».
1 апреля 1920 года Жиздринский уезд и Кондрыкинская волость в его составе были перечислены в Брянскую губернию.
В 1924—1926 годах в ходе укрупнения волостей Кондрыкинская, Зикеевская, Яровщинская и часть Улемльской были объединены в Жиздринскую волость.
В 1929 году Брянская губерния и все её уезды были упразднены, а их территория вошла в состав новой Западной области. С 1944 года территория Кондрыкинской волости относится к Жиздринскому району Калужской области.